# Sounder

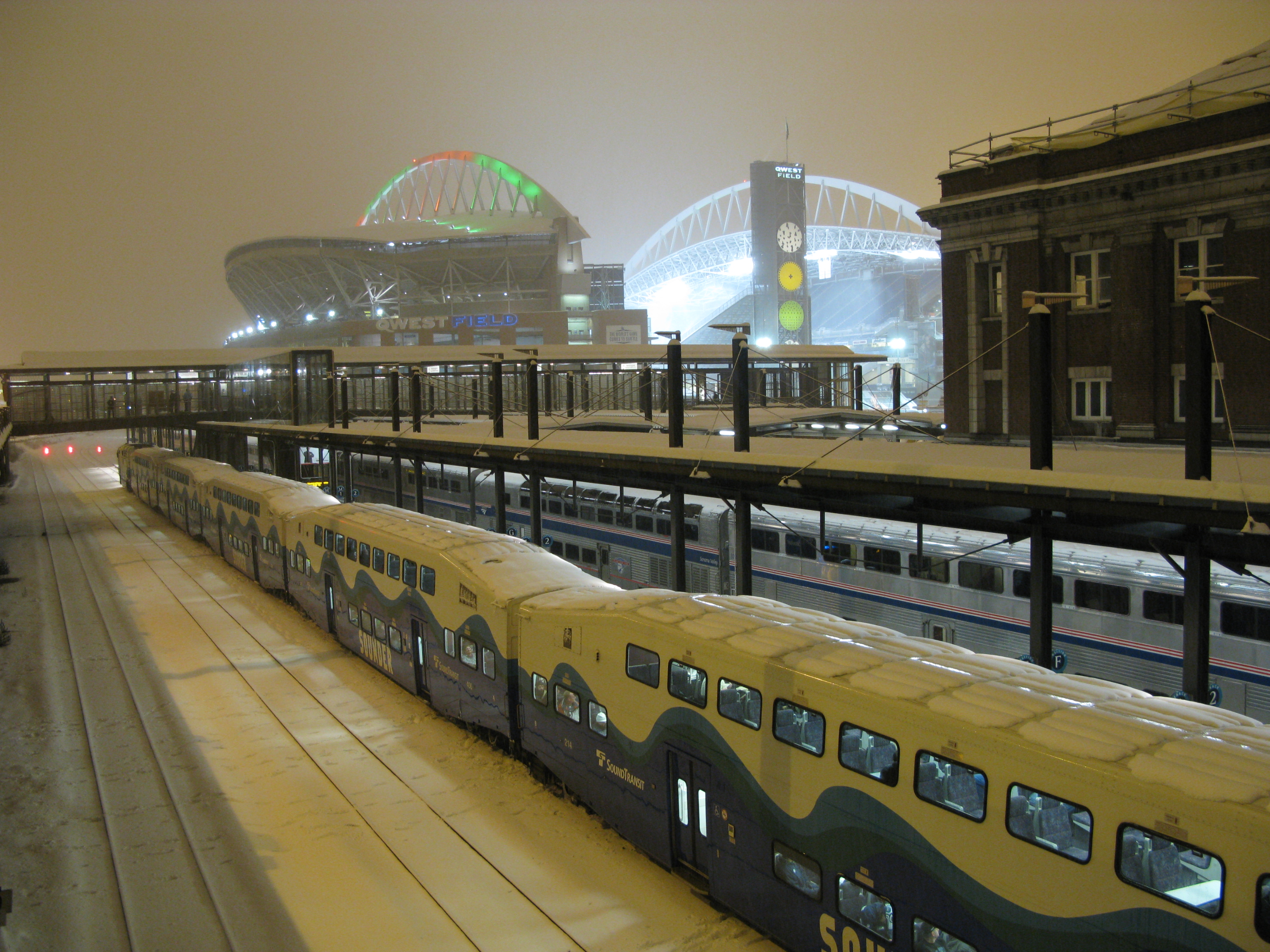
Vlaky Sounder a Empire Builder na stanici King Street Station v Seattlu.

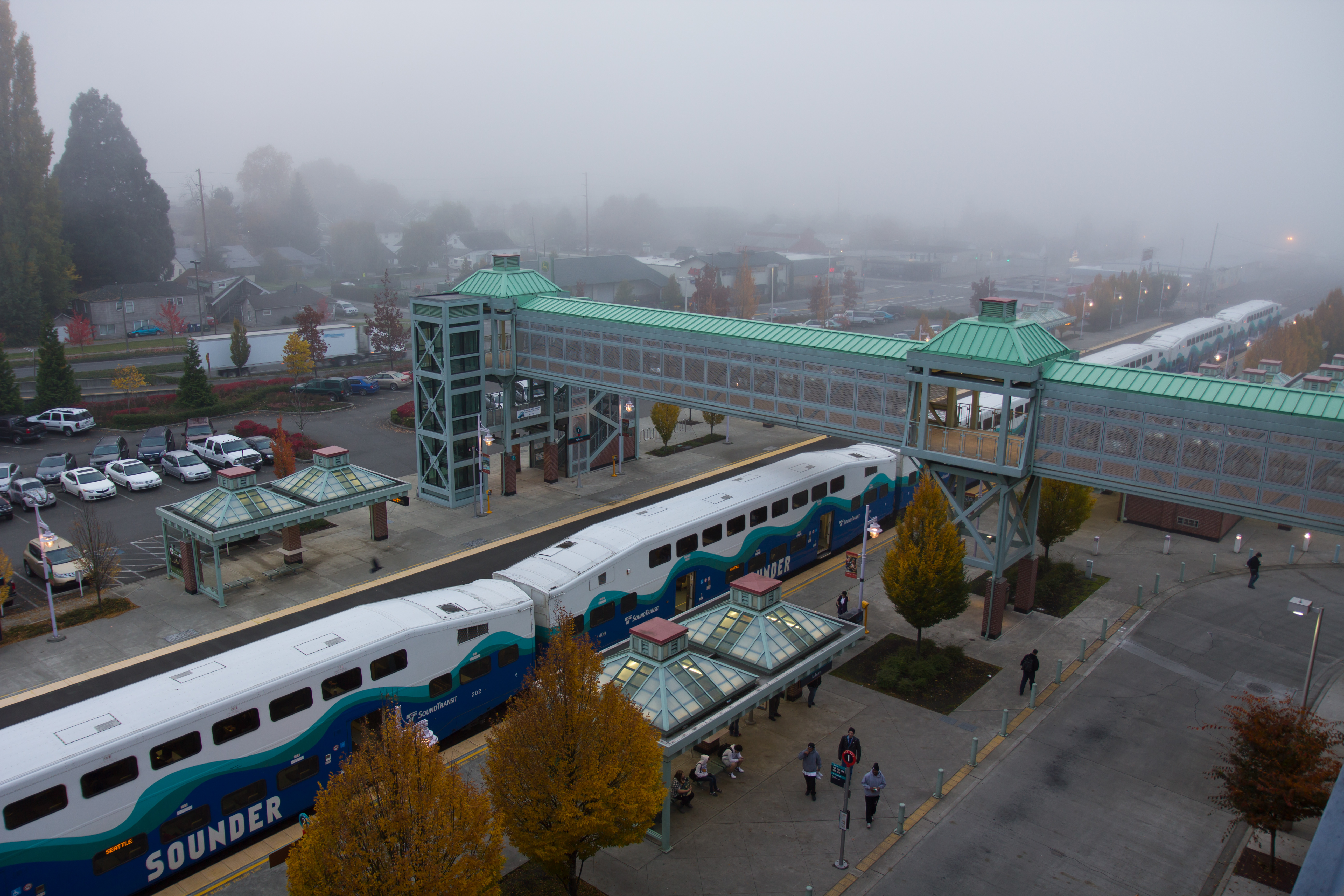
Vlak Sounder nabírá cestující v Auburnu.

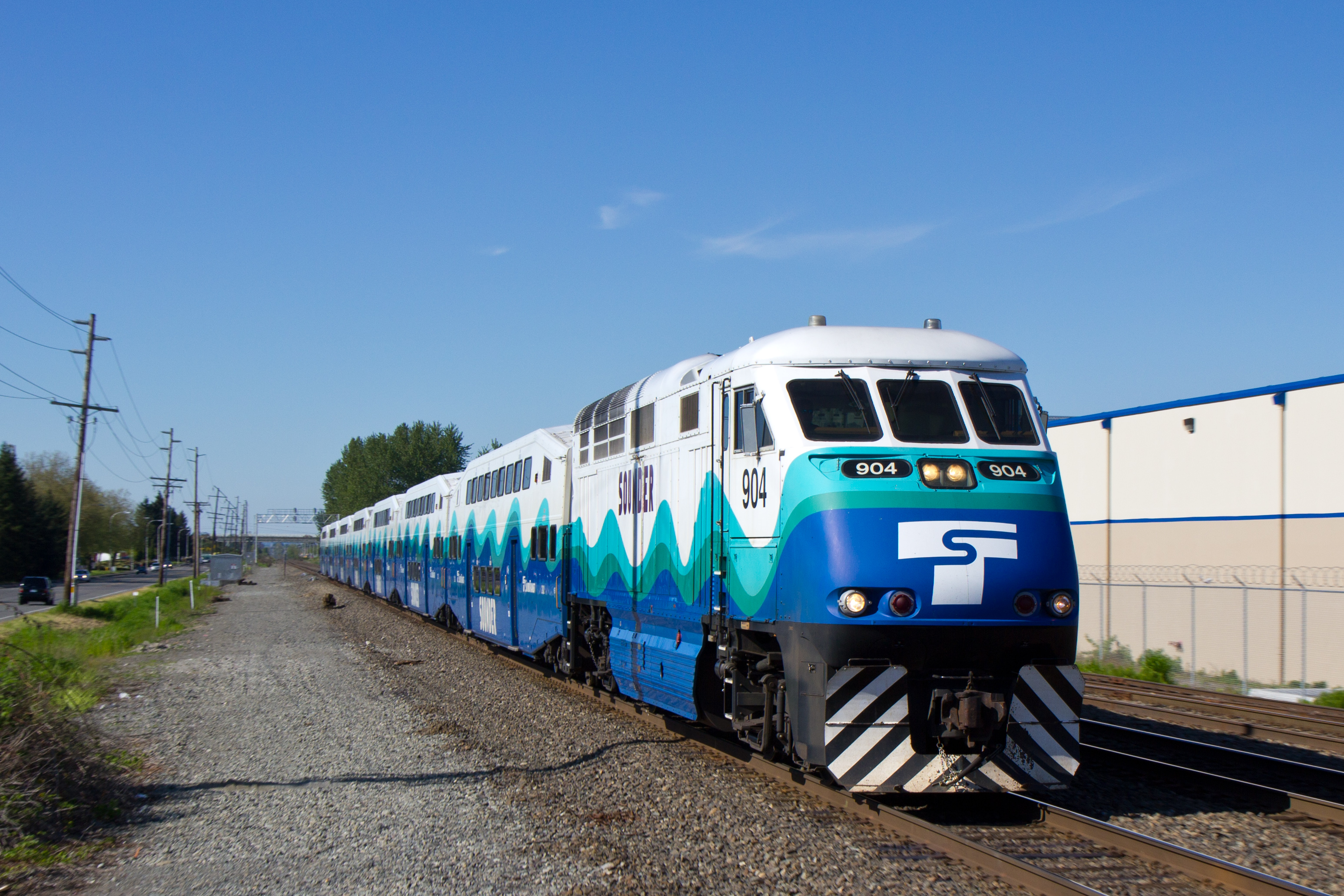
Vlak Sounder tažený lokomotivou EMD F59PHI.

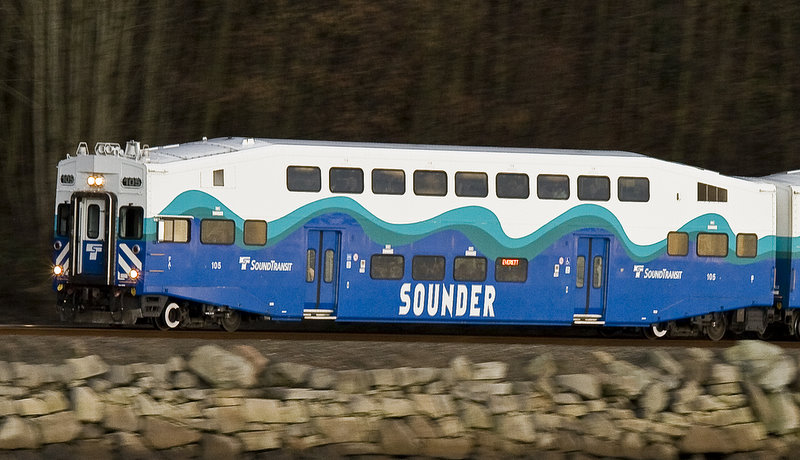
Řídící vůz Bombardier v čele vlaku severní linky.

Sounder je příměstský vlak provozovaný železniční společností BNSF Railway pod značkou společnosti Sound Transit. Vlaky jsou v provozu ve všední dny ve špičce na tratích mezi Seattlem, Everettem a Tacomou. Jízdní řády jsou postaveny pro dojíždějící pracovníky, obvykle s ranními vlaky do Seattlu a odpoledními ze Seattlu. Další vlaky jsou v provozu o víkendu, avšak pouze při příležitosti zápasů fotbalových Seattle Seahawks a Seattle Sounders FC na CenturyLink Fieldu a baseballových Seattle Mariners na Safeco Fieldu. Oba stadiony se totiž nachází jen kousek od stanice King Street Station.

## Historie

### Jižní linka
Jižní linka byla uvedena do provozu se dvěma denními vlaky v každém směru v září 2000. Začínala v Tacomě a pokračovala přes Sumner a Auburn do Seattlu. V únoru 2001 byly přidány stanice v Puyallupu a Kentu, v březnu téhož roku v Tukwile. Nyní jižní linku obsluhuje devět vlaků v každém směru denně, což je maximum, kolik povoluje smlouva s provozovatelem tratě, společností BNSF Railway.
Tato smlouva, která rovněž povoluje vlakům společnosti Sound Transit permanentní přístup k železnici, byla podepsána v červenci 2010, platí od roku 2012 do roku 2015. Sound Transit za ní zaplatila 185 milionů dolarů.
V roce 2010 využilo v průměrném týdnu služeb jižní linky 8 300 cestujících, což bylo o 7 % níže oproti roku předchozímu. Pokles zavinilo mizení pracovních míst v centru Seattlu. V letech 2011 a 2012 by se měla díky obnově ekonomiky vytěžovanost linky zvýšit, v roce 2012 budou navíc otevřeny nové stanice na jihu Tacomy a ve městě Lakewood.

### Severní linka
Severní linka mezi Seattlem a Everettem měří 56 kilometrů a její provoz byl zahájen v prosinci 2003 při příležitosti zápasu týmu Seattle Seahawks. Pravidelný provoz začal následující ráno jedním spojem do Seattlu a večer jedním spojem do Everettu. Druhá dvojice spojů byla přidána až v červnu 2005 a třetí v září 2007. Nyní zde jezdí čtyři a kromě Everettu obsluhují města Edmonds a Mukilteo, kde byla stanice otevřena až v květnu 2008.
Navíc mají cestující Sound Transit výhodu, co se týče vlaků Amtrak Cascades, jejichž dva denní spoje mohou díky programu RailPlus využít až do Bellinghamu a Vancouveru. Tohoto programu však mohou využít pouze nositelé měsíčních jízdenek. Vlaky Cascades nezastavují v Mukilteu.
V roce 2010 využilo v průměrném týdnu severní linku 1 100 cestujících.

## Budoucnost
Společnost plánuje rozšířit své služby na jih do stanic South Tacoma a Lakewood, kam má být pravidelný provoz zaveden v roce 2012. Stanice už jsou postaveny, nyní se pouze čeká na spojení stanice Freighthouse Square s touto trasou, která je místně známá jako Lakeview Subdivision. Právě probíhá realizace tohoto projektu.
Jisté výhody z projektu bude čerpat i spojení Amtrak Cascades, jelikož výstavba této trasy umožní vlakům Amtrak vyhnout se mysu Defiance, kudy vede nynější, příliš dlouhá a stará trať. Nová trať bude postavena podle nejnovějších standardů a pro vysokorychlostní vlaky státním ministerstvem dopravy.
Jelikož bude po prodloužení jižní linky potřeba přidat jednu soupravu, musí být renovována i tacomská vozovna „L“, kde jsou vlaky odstaveny v noci.
Díky tomu, že byla roku 2008 odsouhlasena Propozice 1, nyní společnost plánuje rozšíření nástupišť, přidání až čtyř zpátečních spojů na jižní lince a výstavbu stanic na severní lince ve čtvrti Ballard a na Broad Street.
Přemístění stanice Edmonds poskytne větší nástupiště s novou čekárnou pro cestující. Renovováno bude parkoviště, osvětlení stanice, bude přidána úschovna kol a připravené k instalaci jsou umělecké dekorace. Na severní straně stanice pak vyroste dopravní terminál se dvěma čekárnami a třemi autobusovými zastávkami pro Community Transit. Projekt se nachází ve fázi realizace.

## Vozový park
| Model                      | Vyrobeno  | Čísla     | Počet | Poznámky                          |  |
| -------------------------- | --------- | --------- | ----- | --------------------------------- |  |
| Lokomotivy                 |           |           |       |                                   |  |
| EMD F59PH                  | 1999–2001 | 901 - 911 | 11    |                                   |  |
| MotivePower MP40PH-3C      | 2012      | /         | 3     | Objednáno na rok 2012             |  |
| Řídící vozy                |           |           |       |                                   |  |
| Bombardier BiLevel Cab Car | 1999–2001 | 101 - 118 | 18    | 4 pronajaty společnosti Metrolink |  |
| Osobní vozy                |           |           |       |                                   |  |
| Bombardier BiLevel Coach   | 1999–2001 | 201 - 240 | 40    | 8 pronajato společnosti Metrolink |  |